# ブラッドリー・デーヴィス
ブラッドリー・デーヴィス（Bradley Davies、1987年1月9日 - ）は、ユナイテッド・ラグビー・チャンピオンシップ、オスプリーズに所属するラグビー選手。

## プロフィール
- ウェールズ・ルラントリセント出身。
- ポジションはロック(LO)。
- 身長 198cm、体重 122kg
- ウェールズ代表キャップは21（2020年4月現在）でラグビーワールドカップ2011・ラグビーワールドカップ2015のウェールズ代表に選ばれた。
- 2013年ラグビーウェールズ代表の日本遠征ではウェールズ代表の主将を務めた[1]。

## 略歴
カーディフRFC、カーディフ・ブルーズ、ワスプスを経て、2016年、オスプリーズに加入。
2019年、コリー・ヒルの負傷に伴い、ラグビーワールドカップ2019のウェールズ代表に追加召集された。